# Alan Erasmus
Alan Erasmus, né en 1949 à Didsbury, quartier de Manchester est un acteur et manager musical britannique, entre autres cofondateur en 1979 du label Factory Records et du nightclub The Haçienda.

## Biographie
Grandi à Manchester, issu de la minorité noire, Alan Erasmus commence sa carrière comme acteur à la télévision britannique dans des séries telles que The Liver Birds, Play For Today, Village Hall, Coronation Street, ou encore Hard Labour produit par Mike Leigh. 
Il est également manager de groupes de musique à partir de 1977-1978, tels que The Durutti Column et Fast Breeder.
Au début de 1979, il est le cofondateur, avec Tony Wilson, Rob Gretton, Peter Saville, Martin Hannett, du label Factory Records, qui a signé avec des artistes tels que Joy Division, New Order ou Happy Mondays. Avant la revente du label à London Records (1990-1992), il possédait un tiers des parts. En 1982, il est également le cofondateur du nightclub The Haçienda situé à Manchester.
Lennie James reprend son personnage dans le film 24 Hour Party People.